# Autoritat Europea de Valors i Mercats
L'Autoritat Europea de Valors i Mercats (AEVM) (en anglès: European Security and Markets Authority, ESMA) és una agència d'autoritat supervisora del Sistema Europeu de Supervisió Financera en valors i mercats financers, establerta per reglament europeu i que va entrar en funcionament l'1 de gener de 2011 amb seu a París. Les principals funcions d'aquesta autoritat són:
- Cercar la convergència entre els diferents supervisors de mercats i serveis d'inversió.
- Assegurar la integritat, funcionalitat i transparència dels mercats de valors a la Unió Europea.
- Col·laborar amb la resta de les autoritats de supervisió.

Les altres autoritats de supervisió financera europees són l'Autoritat Bancària Europea i l'Autoritat Europea d'Assegurances i Pensions de Jubilació.